# 東源井古鹽場
東源井古鹽場位於四川省自貢市貢井區，文物遺址年代判定為1892年。2002年12月27日公佈為四川省第六批省級文物保護單位。2013年3月5日列為第七批全國重點文物保護單位。